# Thripsaphis hybrida
Thripsaphis hybrida är en insektsart som beskrevs av Hille Ris Lambers 1974. Thripsaphis hybrida ingår i släktet Thripsaphis och familjen långrörsbladlöss. Inga underarter finns listade i Catalogue of Life.